# Зайцев, Геннадий Николаевич (Герой Советского Союза)
Генна́дий Никола́евич За́йцев (род. 11 сентября 1934, дер. Антыбары, Чусовской район, Свердловская область, РСФСР, СССР) — советский и российский сотрудник органов государственной безопасности. Командир Группы «А» («Альфа») КГБ СССР — ГУО России (1977—1988; 1992—1995). Герой Советского Союза (1986).

## Биография
Родился 11 сентября 1934 года в деревне Антыбары Чусовского района Свердловской области (ныне Пермского края) в семье служащего. Отец Зайцева работал на Ляминском деревообделочном комбинате, с началом Великой Отечественной войны был призван в армию. После войны отец к семье не вернулся, поэтому мать растила и воспитывала всех четверых детей одна. В 1948 году Зайцев окончил семь классов Ляминской школы и собрался поступать в техникум Камского речного пароходства. Однако в связи с болезнью матери ему пришлось пойти работать электриком на комбинате, где трудился его отец. Зайцев проработал на комбинате пять лет. Избирался членом профкома, секретарём комитета комсомола.
В 1953 году был призван в армию. Три года он прослужил в отдельном полку специального назначения Управления коменданта Московского Кремля и Отдельном офицерском батальоне, сначала стрелком, затем командиром отделения. Отказавшись от увольнения в запас, Зайцев продолжил службу.
В 1959 году произошло объединение 9-го Управления КГБ с управлением коменданта Московского Кремля, которое занималось охраной высших руководителей СССР. Зайцев был переведён в 7-е управление КГБ при Совете Министров СССР. В 1966 году он заочно окончил Высшую школу КГБ имени Ф. Э. Дзержинского, получив специальность юриста-правоведа.
В 1968 году — руководитель группы 7-го Управления КГБ СССР при вводе советских войск в Чехословакию.
29 июля 1974 года приказом председателя КГБ Ю. В. Андропова была создана антитеррористическая группа «А» («Альфа»). 10 ноября 1977 года Зайцев был назначен её командиром. Зайцев был одним из разработчиков антитеррористического плана «Набат».
На своём посту неоднократно руководил проведением спецопераций по освобождению заложников и ликвидации опасных преступников: американское посольство в Москве (март 1979 года), Сарапул Удмуртской АССР (декабрь 1981 года), Тбилиси (ноябрь 1983 года), Уфа Башкирской АССР (сентябрь 1986 года) и Минеральные Воды (декабрь 1988 года).
Летом 1978 года на Кубе был руководителем группы сотрудников «Альфы» и боевых пловцов Черноморского военного флота, которая обеспечивала безопасность подводной части советских судов «Грузия» и «Леонид Собинов», где размещалась часть делегатов XI Всемирного фестиваля молодёжи и студентов. В апреле 1979 года сотрудники Группы «А» во главе с Зайцевым осуществили обмен в аэропорту Нью-Йорка двух советских разведчиков, Владимира Энгера и Рудольфа Черняева, на пятерых диссидентов (Винс, Гинзбург, Дымшиц, Кузнецов, Мороз), доставленных из Москвы. В 1985—1986 годах под его руководством был проведён захват двенадцати шпионов ЦРУ, которые были советскими гражданами.
1 декабря 1986 года указом Президиума Верховного Совета СССР Зайцеву было присвоено звание Героя Советского Союза с вручением ордена Ленина и медали «Золотая Звезда» за большие заслуги в обеспечении государственной безопасности СССР, мужество и отвагу, проявленные при обезвреживании особо опасных преступников.
С ноября 1988 года по июль 1992 года — заместитель начальника 7-го управления КГБ СССР, заместитель начальника Оперативно-поискового управления Министерства безопасности Российской Федерации. В январе-феврале 1990 года в Баку во время кризиса в Азербайджанской ССР руководил сводным отрядом спецназа из бойцов «Альфы», «Вымпела» и «Витязя». В октябре 1993 года во время вооружённого противостояния у «Белого дома» в Москве «Альфа» отказалась штурмовать осаждённых.

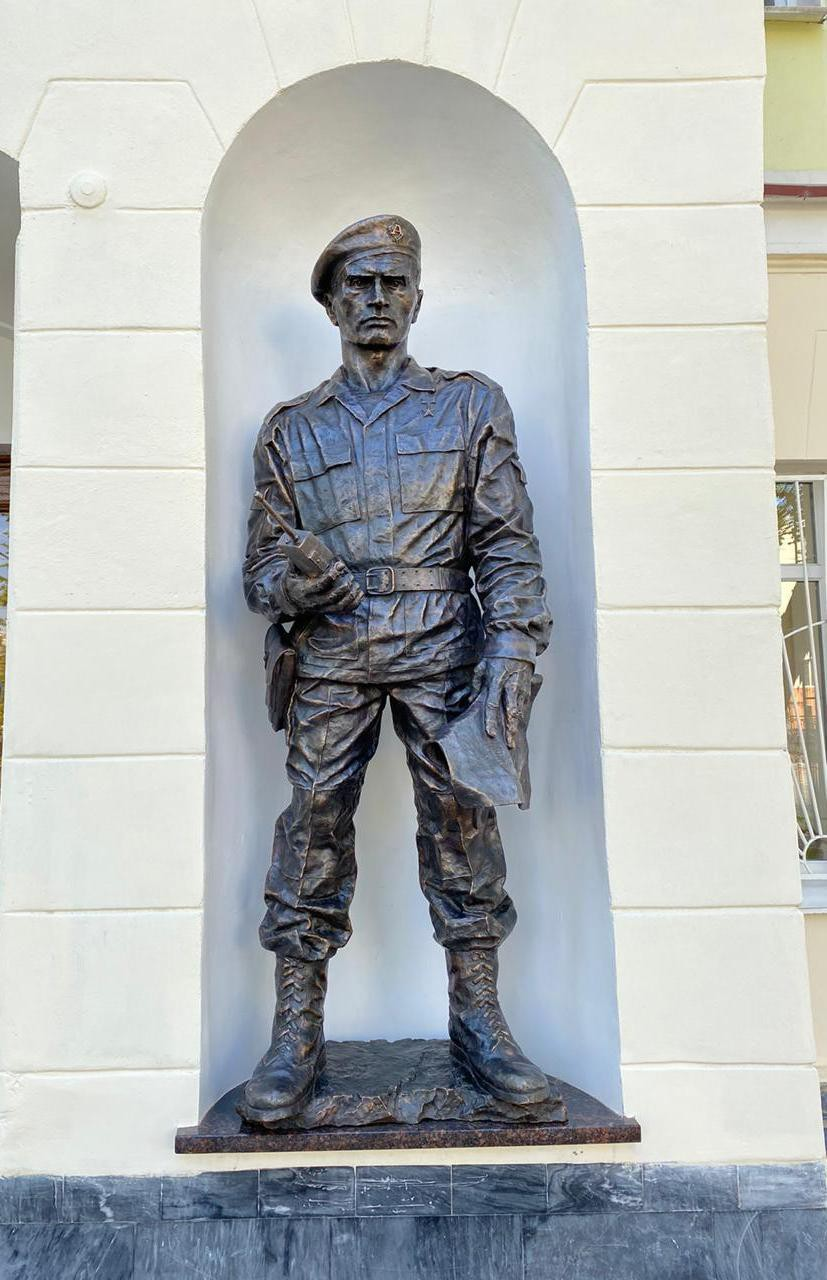

В марте 1995 года вышел в отставку в звании генерал-майора. Возглавил частное охранное предприятие «Агентство безопасности „Альфа-95“».
В 2006—2008 годах — член Общественной палаты России. В 2007 году был включён в предвыборный список партии «Справедливая Россия» на выборах в Государственную думу пятого созыва (номер 4 в списке региональной группы № 51 «Ленинградская область»), однако в ноябре вышел из списка по собственному желанию. Входил в состав Общественного совета партии «Справедливая Россия» по борьбе с коррупцией. Автор книги «„Альфа“ — моя судьба» (СПб.: Славия, 2005).
3 сентября 2020 года Геннадий Зайцев принимал участие в открытии ансамбля из четырёх бронзовых фигур у здания военного комиссариата Свердловской области. Зайцев является прообразом одной из фигур — бойца группы «Альфа».
9 мая 2023 года сидел по левую руку от президента РФ на параде Победы в Москве.

## Общественная деятельность
Член консультативного совета при ФСБ России и член координационного совета при ГУВД Москвы. В 1999 году избран вице-президентом Ассоциации ветеранов подразделения антитеррора «Альфа», в мае 1999 года — членом центрального комитета общероссийского профсоюза работников негосударственных организаций безопасности. Член экспертного совета Комитета Государственной Думы по безопасности. Почётный член региональной общественной организации «Пермское землячество». В Пермском крае ежегодно проводится Межрегиональной турнир по рукопашному бою на Кубок генерал-майора Геннадия Зайцева.

## Награды, премии и звания
- Медаль «Золотая Звезда» Героя Советского Союза (1 декабря 1986);
- Орден «За заслуги перед Отечеством» IV степени (2009)
- Орден Ленина;
- Орден Красного Знамени;
- Орден Трудового Красного Знамени;
- Два ордена Красной Звезды;
- Медали СССР.
- Медали РФ.
- Почётный сотрудник госбезопасности.
- Лауреат международной премии Андрея Первозванного «За веру и верность».
- Лауреат литературной премии «России верные сыны» имени Александра Невского.
- Лауреат Строгановской премии.
- Орден «За заслуги перед Республикой Дагестан»

## Образ в культуре
- В 2024 году в прокат вышел биографический фильм о Геннадии Зайцеве «Командир», главную роль исполнил Кирилл Зайцев[11].